# Francisc Rónay
Ferenc Rónay sau Francisc Rónay (n. 29 aprilie 1900, Arad, Austro-Ungaria – d. 6 aprilie 1967, Târgu Mureș, România) a fost un jucător și antrenor de fotbal român. A marcat primul gol de la înființarea echipei naționale de fotbal a României în meciul Iugoslavia - România 1-2, disputat la Belgrad pe data de 8 iunie 1922.

## Cariera de jucător

### La club
Întreg junioratul (8 ani) îi petrece la AMEFA Arad apoi trece la CAO unde joacă aproape întreaga carieră (1920-1935). După un an la Craiovan Craiova, revine la CAO pentru un sezon apoi își încheie cariera de jucător la Electrica Oradea. 

### La națională
Rónay a fost primul marcator al echipei naționale de fotbal a României, dându-le egalarea împotriva Iugoslaviei la debutul lor, parte din Cupa Regelui Alexandru din 1922. România a continuat să câștige jocul cu 2–1 datorită lui Aurel Guga. De asemenea, a făcut parte din lotul României pentru turneul de fotbal de la Jocurile Olimpice de vară din 1924, dar a făcut-o nu joacă în niciun meci. A avut 8 apariții si a marcat 3 goluri.

## Trofee

### Ca antrenor
Steaua București
- Cupa României: (2)
  - 1948-49, 1950